# Myotis caucensis
Myotis caucensis és una espècie de ratpenat de la família dels vespertiliònids. Viu a les regions andines de Colòmbia, l'Equador i el Perú. Els seus hàbitats naturals són els boscos de plana, els boscos montans i la vegetació de matollar-estepa, on viu a altituds d'entre 200 i 2.600 msnm. Es tracta d'una espècie de Myotis de mida mitjana, amb els avantbraços de 36,1–38,4 mm i un pes de 4,5–6,3 g. Té el pelatge sedós i d'una certa llargada. El seu nom específic, caucensis, significa 'del Cauca' en llatí.